# Laurence Cossé
Laurence Cossé (Boulogne-Billancourt, Francia, 1950) es una escritora y periodista francesa, autora de novelas y obras de teatro.

## Biografía
Laurence Cossé fue periodista y crítica literaria en el periódico Le Quotidien de Paris. También trabajó como productora ejecutiva de la estación de radio France Culture. En este contexto, realizó entrevistas a destacados miembros del mundo cultural de la época, como Andréi Tarkovski, Jorge Luis Borges o Suzanne Lilar.
Ha publicado una docena de novelas y una colección de cuentos, principalmente con la editorial Gallimard. También es dramaturga. Su obra La Terre des folles se estrenó en Bruselas en 2005 y se transcribió como un oratorio para coro y orquesta estrenada en 2002 en Guebwiller.
Laurence Cossé es hija de un oficial naval, Raymond Cossé (1916-2008), así como la sobrina nieta de Antoine de Saint-Exupéry.

## Análisis de la obra
Por muy diversos que sean sus temas y géneros (novela de iniciación, novela romántica, crítica social o fábula explícitamente política), las novelas de Laurence Cossé tienen en común que todas tratan la cuestión del poder. Cada uno explora una de las modalidades de poder. Les Chambres du Sud, una imagen de una infancia amoral y febril, es sobre todo la expresión de una relación violenta con el principio de realidad y orden social. 18h35: Grand Bonheur et Un Frère, más allá de su intriga romántica, tiene como tema el juego social y la transgresión de sus reglas, los mecanismos de exclusión y sus posibles contrapesos. La ironía de lo social y la compasión por la gente es también el tono de Coin du voile (La punta del velo), novela de religión-ficción, ya que postula que se prueba definitivamente la existencia de Dios, pero sobre todo fábula política, porque detalla el efecto de choque que sigue en los círculos del poder. La Femme du premier ministre, retrato del amor puro disfrazado de un personaje de la historia, la esposa del gran Choiseul, es también el retrato del hombre de poder eterno: "Une femme aimait un homme qui aimait le pouvoir". Le Mobilier national habla sobre el estado del patrimonio arquitectónico en una democracia moderna, interesándose en el poder como una fantasía. Le 31 du mois d’août regresa al delirio periodístico tras la muerte de Lady Di para anidar allí una ficción sobre la brutalidad del poder de los medios. Au bon roman (La Buena Novela) trata sobre el todopoderoso complejo cultural y comercial que ha establecido la demagogia cultural como un sistema en las sociedades modernas.
Les Amandes amères es un relato de la laboriosa alfabetización de una anciana marroquí que no sabe leer ni escribir y da testimonio de la doble exclusión de los analfabetos en nuestras sociedades escritas. Y es, sobre todo, el retrato de un musulmán de París cuya generosidad, lealtad, sentido del honor y humor sorprenden.
La Grande Arche describe la epopeya de la construcción de uno de los monumentos más famosos de París, el Arco de La Défense, y de los intereses políticos que se crearon a su alrededor durante la presidencia de François Mitterrand. Esta novela recorre el destino del arquitecto danés Otto von Spreckelsen, quien descubre con asombro la desenvoltura y los bandazos a la francesa y termina trágicamente.
El oratorio La Terre des folles es un homenaje a los argentinos de la Plaza de Mayo, y más ampliamente a las nuevas formas de acción política implementadas por los movimientos de mujeres en todo el mundo.
Esta exploración de múltiples formas de poder por Laurence Cossé es básicamente una pregunta recurrente sobre el mal. El poder, a medida que se acerca a sus diversas caras, es Mammon, aquello a lo que uno no puede servir sin apartarse de Dios.
Sin embargo, esta obra es esencialmente literaria, marcada por una preocupación por la forma y el trabajo sobre el ritmo literario.

## Obra

### Novela
- Les Chambres du Sud, Gallimard, 1981, Prix Sainte-Beuve 1982
- Le Premier Pas d’amante, Gallimard, 1983
- 18h35 : Grand Bonheur, Le Seuil, 1991
- Un frère, Le Seuil, 1994
- Le Coin du voile,[3] Gallimard, 1996, prix des écrivains croyants 1996 ; prix du Jury Jean-Giono 1996 ; prix Roland-de-Jouvenel 1997
- La Femme du premier ministre, Gallimard, 1998
- Le Mobilier national, Gallimard, 2001
- Le 31 du mois d'août', Gallimard, 2003, prix Ciné Roman Carte Noire 2004
- Au bon roman,[4] Gallimard, 2009
- Les Amandes amères, Gallimard, 2011
- La Grande Arche, Gallimard, 2016, Prix François-Mauriac de la région Aquitaine 2016 ; prix du livre de l'Académie d'architecture 2016
- Nuit sur la neige, Gallimard, 2018

### Novela ligera
- Vous n'écrivez plus ?, Gallimard, 2006, (Prix de la nouvelle de l'Académie Française)
- La Valse de Kourou, en La Pratique de l'enquête, Espace(s) 3, ed. Centre national d'études spatiales, 2007
- La Terre avait séché, Gallimard, le Cabinet des Lettrés, 2010
- Une femme libre, la Revue des deux Mondes, 2019

### Teatro
- Monseigneur de Très-Haut, HB éditions, 1995 (ilustrado por Christine Lesueur)
- La Terre des folles, HB éditions, 1995 (ilustrado por Christine Lesueur)

## Premios y distinciones
- 1982 :
  - Prix Sainte-Beuve por Les Chambres du Sud
  - Prix Alice-Louis Barthou por Les Chambres du Sud
- 1996 : 
  - Grand prix Jean-Giono por La punta del velo
  - Prix des écrivains croyants por La punta del velo
- 1997 : Prix Roland-de-Jouvenel por La punta del velo
- 2004 : Prix Ciné Roman Carte Noire por Le 31 du mois d'août
- 2007 : Prix de la Nouvelle por Vous n'écrivez plus?
- 2009 : Caballero de la Orden de las Artes y las Letras
- 2015 : Grand prix de littérature de l'Académie française por toda su obra
- 2016 :
  - Prix François-Mauriac de la région Aquitaine por La Grande Arche
  - Prix du livre de l'Académie d'architecture 2016 La Grande Arche
  - Finalista del Prix Orange du Livre por La Grande Arche